# Anny Kernkamp

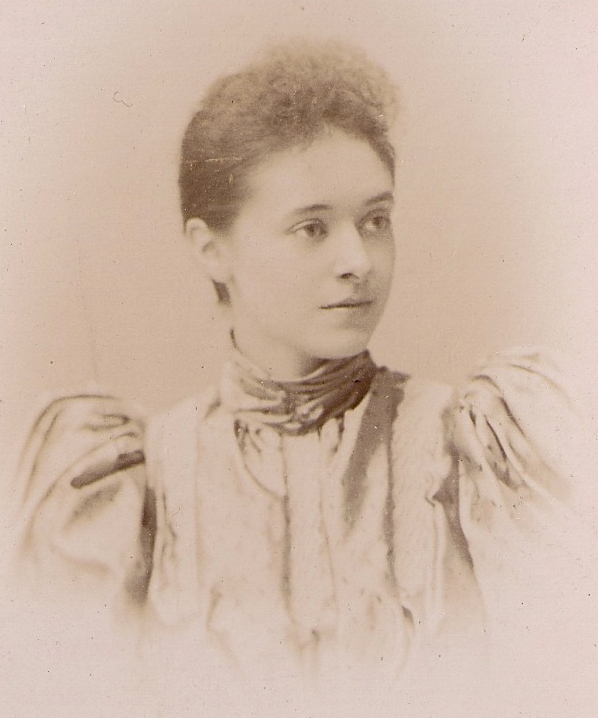
Anna Kernkamp (1890)

Anna (Anny) Kernkamp (geboren als Anna Catharina Schenck; * 19. Juni 1868 in Antwerpen; † 9. Februar 1947 in Brasschaat) war eine belgische impressionistische Malerin.

## Leben und Werk

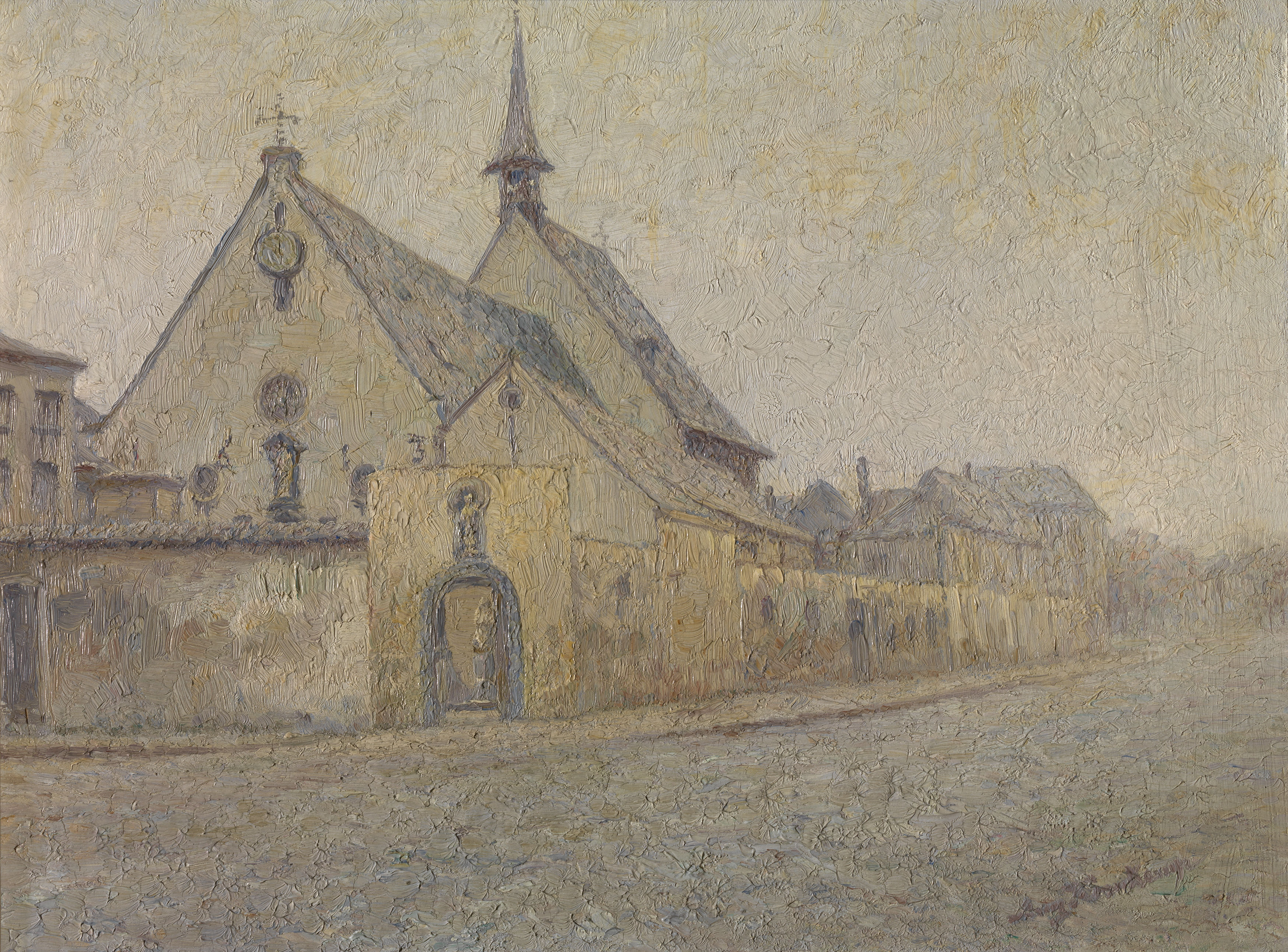
De St. Antoniuskerk te Antwerpen

Kernkamp wandte sich erst nachdem sie in 1887 verheiratet war mit Johann Heinrich (Henri) Kernkamp, aus Edam der Malerei zu. Sie war Schülerin von Ernest Blanc-Garin in Brüssel und Henry Rul in Antwerpen.
Bekannt wurde sie vor allem durch ihre Landschaftsbilder des Kempenlandes, malte aber auch „Sonnenuntergangsstimmungen“, Seestücke, Stillleben, Interieurs, Architektur-, Blumen- und Genrebilder. 1904 wurde sie in Athen mit einer Goldmedaille ausgezeichnet.
Wegen einer Krankheit musste sie ihre künstlerische Laufbahn im Jahr 1913 beenden. Sie starb 1947 in Brasschaat bei Antwerpen.

## Werke in öffentlichen Sammlungen (Auswahl)
Werke von ihr befinden sich in den Sammlungen der Königlichen Museen der Schönen Künste sowie im Maagdenhuis in Antwerpen.
- De St. Antoniuskerk te Antwerpen, Königliche Museen der Schönen Künste, Antwerpen[7]

## Ausstellungen
- 1904: Kollektivausstellung im Salon Vertat, Antwerpen[2]